# Bunino (Fatej)
|  | Per a altres significats, vegeu «Bunino». |

Bunino (en rus: Бунино) és un poble de l'óblast de Kursk, a Rússia, que en el cens del 2010 tenia 25 habitants. Pertany al districte rural de Fatej.